# 蓬蒂塞拉达
蓬蒂塞拉达是巴西圣卡塔琳娜州的一个市镇。总面积570平方公里，总人口11210人，人口密度19.7人/平方公里。